# Deerhunter

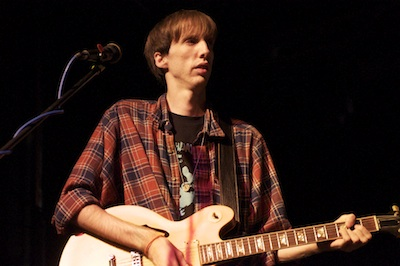
Deerhunters Bradford Cox.

Deerhunter är ett amerikanskt indierockband från Atlanta. Själva säger Deerhunter att de spelar "ambient punk", men deras musik kan även beskrivas med shoegaze, konstrock, drömpop och garagerock. Bandet har hittills släppt åtta studioalbum.

## Historia

### Bildande av bandet och debutalbumet (2001-2005)
Bradford Cox och Moses Archuleta bildade Deerhunter 2001. Bandets första basist, Justin Bosworth, dog i en skateboardolycka 2004. Han var endast med på en split, Deerhunter/Alphabets Split, som släpptes före Deerhunters debutalbum. Joshua Fauver blev basist efter Bosworths bortgång.
28 juni 2005 släpptes debutalbumet, som officiellt var obetitlat, men som senare har blivit känt som Turn It Up Faggot.. Albumet var starkt påverkat av Bosworths död, och Cox har i efterhand sagt att albumet var "resultatet av mycket negativitet".
Efter släpptet av Turn It Up Faggot så blev Lockett Pundt medlem i bandet.

### CryptogramsochMicrocastle(2005-2009)
Bandets första försök att spela in ett andra studioalbum misslyckades på grund av Coxs fysiska och mentala hälsa. Under denna tid var bandet nära på att splittras, men gjorde ett andra försök att spela in albumet efter påtryckningar från Liars. Bandets andra studioalbum Cryptograms, spelades in under två dagar 2005. Cryptograms har hämtat mycket influenser från ambientgenren, jämfört med punkiga Turn It Up Faggot. Albumet släpptes i januari 2007. Albumet blev väl mottaget av kritiker.
8 maj 2007 släpptes Fluorescent Grey EP, som blev inspelad under juli 2006. Samma månad släpptes singeln Whirlyball 7", som endast fanns på Criminal Records, en skivaffär i Atlanta. Singeln fungerade också som en biljett till en konsert.
Under en period 2007 lämnade Colin Mee gruppen, men gick med åter med i gruppen efter en europaturné.
Bandet bidrog med låten After Class till Living Bridge, en sammanställning av Rare Book Room Records. Låten spelades in på samma plats där de försökte spela in sitt andra studioalbum. De återvände till Rare Book Room Studios i april 2008 för att spela in Oh, It's Such A Shame, en Jay Reatard-cover. Covern släpptes senare som en splitsingel, tillsammans med en cover av bandets låt Fluorescent Grey av Jay Reatard. Samma månad spelade de in sitt tredje studioalbum, Microcastle.
Microcastle släpptes 27 oktober 2008. Samtidigt släpptes Weird Era Cont., ett bonusalbum som spelades in flera månader efter att Microcastle blev färdigställt. Colin Mee lämnade återigen bandet för att ersättas av Whitney Petty. Petty lämnade dock gruppen efter några månader, men är fortsatt en god vän till framförallt Cox.
Bradford Cox fortsatte med sitt soloprojekt Atlas Sound under 2009 och släppte sitt andra studioalbum Logos. Lockett Pundt släppte sitt första soloalbum, The Floodlight Collective under synonymen Lotus Plaza i mars 2009.
18 maj 2009 släpptes Rainwater Cassette Exchange, en EP-skiva inspelad under 2008.

### Halcyon DigestochMonomania(2010-2013)
Under livespelningar våren 2010 debuterades flera nya låtar, bland annat låten Helicopter.
Deerhunters fjärde studioalbum, Halcyon Digest utannonserades sommaren 2010. Albumet läckte i sin helhet ut på internet 15 september och släpptes 28 september. Första singel att släppas var Revival. Även en video till Helicopter släpptes. I februari 2011 släpptes Memory Boy som singel i samband med ett framträdande på The Late Show with David Letterman.
Bradford Cox släppte den 7 november 2011 sitt tredje album under Atlas Sound-pseudonymen, Parallax. 2012 släppte Pundt sitt andra soloalbum som Lotus Plaza, Spooky Action at a Distance.
2013 lämnade Josh Fauver gruppen och ersattes av Josh McKay på bas. Frankie Broyles tillkom också som medlem efter att ha spelat i Pundts sidoprojekt Lotus Plaza. Gruppens femte studioalbum, Monomania, släpptes i maj 2013.

### Fading Frontier(2014-nutid)
I december 2014 var sångaren Bradford Cox inblandad i en trafikolycka. Cox beskrev för Rolling Stone hur han gick på antidepressiva efter olyckan, vilket gjorde att han "förlorade sin sexualdrift", vilket gjorde att han "tappade den mani" som han använde som bränsle för Monomania.
Hösten 2015 släpptes Fading Frontier, som beskrevs som mer komplex och positiv än sin föregångare. Låten "Leather and Wood" beskriver Cox upplevelse av olyckan.
2019 släpptes gruppens åttonde studioalbum, Why Hasn't Everything Already Disappeared?.

## Diskografi

### Studioalbum
- 2005 – Turn It Up Faggot
- 2007 – Cryptograms
- 2008 – Microcastle
- 2008 – Weird Era Cont.
- 2010 – Halcyon Digest
- 2013 – Monomania
- 2015 – Fading Frontier
- 2019 – Why Hasn't Everything Already Disappeared?

### EP-skivor
- 2007 – Fluorescent Grey
- 2009 – Rainwater Cassette Exchange